# Danneel Ackles

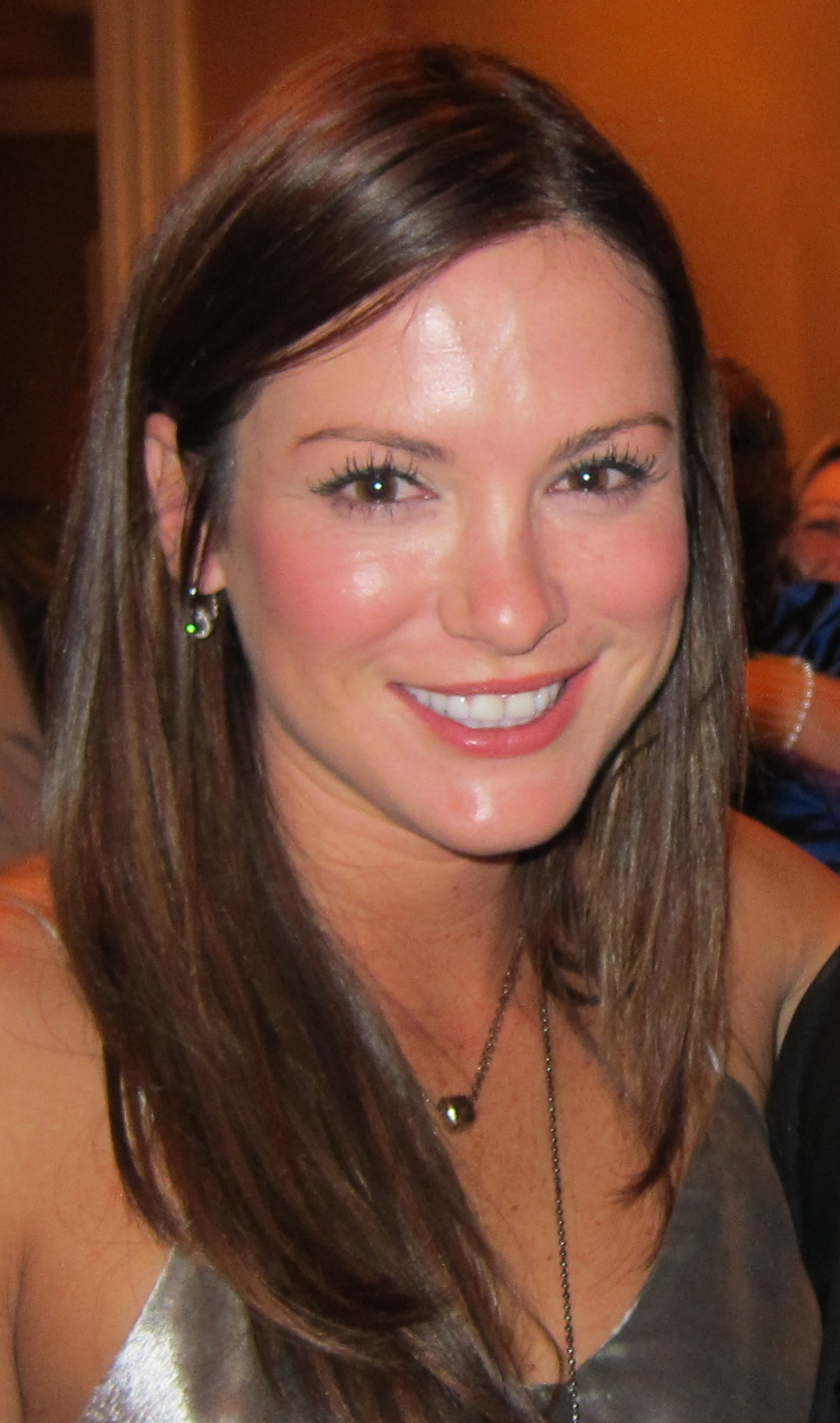
Danneel Harris (2011)

Danneel Ackles (ur. jako Elta Danneel Graul 18 marca 1979 w Lafyette w Luizjanie w USA) – amerykańska aktorka i modelka.

## Życiorys
Danneel przyszła na świat w Lafayette. Jako nastolatka przeniosła się do Los Angeles nie znając nikogo. W dodatku nie miała żadnej pracy, ale już wtedy wiedziała, że tam chce przebywać. Zanim otrzymała pierwszą rolę, Danneel utrzymywała się przez kilka lat z bycia modelką. Pracowała dla przedsiębiorstw Big Sexy Hair i Juicy Jeans. Potem zadebiutowała w reklamie. Została zauważona i stamtąd poszła na kolejne przesłuchania.
W serialu Tylko jedno życie zagrała  Shannon McBain, a w Pogoda na miłość (One Tree Hill), Rachel.

## Życie prywatne
Danneel Harris w 2004 poznała aktora, Rileya Smitha. Byli razem przez 4 lata. W 2007 roku ich związek się rozpadł. W 2010 wyszła za mąż za Jensena Acklesa (znanego z serialu Nie z tego świata), którego poznała trzy lata wcześniej na planie filmu Ten Inch Hero, i przyjęła jego nazwisko.

## Filmografia
- 2003–2004: Tylko jedno życie (One Life to Live) – Shannon McBain
- 2004: Joey – Katie Harper – gościnnie
- 2004: The Plight of Clownana – Fanka DildoMana
- 2004: Siostrzyczki (What I Like About You) – Kate (gościnnie)
- 2005: Rule Number One – April
- 2005: Czarodziejki (Charmed) – Glamour Paige (gościnnie)
- 2005: JAG – Wojskowe Biuro Śledcze (JAG) – Cameron 'Cammie' Cresswell (gościnnie)
- 2005-2009: Pogoda na miłość (One Tree Hill) – Rachel Gatina
- 2007: Ten Inch Hero – Tish
- 2007: CSI: Kryminalne zagadki Las Vegas (CSI: Crime Scene Investigation) – Shasta McCloud
- 2008: Extreme Movie – Melissa
- 2008: Harold i Kumar uciekają z Guantanamo (Harold & Kumar Escape from Guantanamo Bay) – Vanessa Fanning
- 2008: Jak poznałem waszą matkę (How I Met Your Mother) – Nora Zinman
- 2008: Głupek o poranku (Free Radio) – Danneel Harris
- 2009: Ale czad! (Fired Up!) – Bianca
- 2009: Kelnerzy 2 (Still Waiting...) – Sherry
- 2009: CSI: Kryminalne zagadki Miami (CSI: Miami) – Abby Dawson
- 2009: Zaufaj mi (Trust Me) – Jessica
- 2009: Agenci NCIS (NCIS) – Jessica Shore
- 2010: Plan B (The Back-up Plan) – Olivia
- 2011: To tylko seks (Friends with Benefits) – Sara Maxwell
- 2011: A Very Harold & Kumar Christmas – Vanessa Fanning
- 2011: Współlokatorka (The Roommate) – Irene
- 2011: Mardi Gras: Spring Break – Erica
- 2012: Kto był niegrzeczny? - Jill Rhodes (film TV)
- 2014: Baby Bootcamp - Julia (film TV)
- 2018: The Christmas Contract - Naomi Friedman (film TV)
- 2018-2019: Nie z tego świata - Anael / Sister Jo